# Eric Smith (cầu thủ bóng đá Thụy Điển)
Eric Smith (sinh ngày 8 tháng 1 năm 1997) là một cầu thủ bóng đá người Thụy Điển thi đấu cho IFK Norrköping ở vị trí tiền vệ.
Ngày 20 tháng 1 năm 2016, anh gia nhập đội bóng Thụy Điển IFK Norrköping ở vị trí tiền vệ.

## Đời sống cá nhân
Smith sinh ra ở Thụy Điển, và bố anh Anders là cựu cầu thủ bóng đá Hà Lan.